# 林超民
林超民（1945年8月19日—），云南腾冲人，中国历史学、民族史学家，云南大学教授，云南省文史研究馆馆员。主要研究中国民族史、云南地方史。

## 生平
1962年7月毕业于腾冲一中，同年考入云南大学历史系，1967年毕业。当过军垦战士、茶厂工人、中学教师。1978年9月考取云南大学中国民族史专业研究生，师从方国瑜、江应樑，1981年获硕士学位，1985年获博士学位，为第一位中国民族史博士。之后林超民留校任教，曾任博士生导师、云南大学历史学系主任、云南大学副校长，担任过西南边疆民族研究所所长、西南古籍研究所所长、中国历史学会理事、云南历史学会会长、中国民族学会副会长、中国民族史学会副会长、中国汉民族研究学会副会长等职。